# Gran sello del estado de Minnesota
El gran sello del estado de Minnesota es el sello que el secretario de Estado del gobierno coloca a los papeles y documentos para que sean oficiales. El actual sello fue adoptado el 11 de mayo de 2024.
El 5 de diciembre de 2023, la Comisión declaró ganador del concurso el nuevo diseño de Ross Bruggink, sujeto a pequeñas correcciones. Presenta un somorgujo, el ave del estado de Minnesota, la estrella polar, arroz salvaje, el grano del estado y algunos pinos.

### Texto
- Las letras alrededor del círculo están en negrita de Georgia: The Great Seal of the State of Minnesota (en español, El Gran Sello del Estado de Minnesota).

- En el círculo interior está la frase Mni Sóta Makoce en fuente Montserrat-Variable. Este es el término dakota para "Tierra donde las aguas reflejan el cielo", que es el origen del nombre del estado.

### Símbolos[1]
- El círculo más externo contiene 98 barras doradas rectangulares, que representan los 87 condados del estado y las 11 tribus reconocidas a nivel federal.
- Una serie de círculos azules entre los círculos interior y exterior separa el texto del "Gran Sello" de las imágenes; estos son sólo decorativos.
- En el círculo interior hay imágenes que contienen:
  - Arroz salvaje, el grano oficial del estado;
  - El somorgujo, el ave oficial del estado de Minnesota, representado con un ojo rojo;
  - Una estrella blanca de cuatro puntas que representa "L'Étoile du Nord" La estrella del Norte, el lema del estado.
  - Árboles, mostrados como figuras verdes triangulares, que representan el árbol oficial del estado, el pino noruego y otras áreas naturales.
  - Agua, estilizada como ondas azules, para representar los lagos, ríos y otras masas de agua del estado.[2]

## Diseño antiguo
Un sello para el estado de Minnesota fue adoptado en 1849 y aprobado por el gobernador Alexander Ramsey y la legislatura territorial. Cuando Minnesota se convirtió en un estado, el 11 de mayo de 1858, no había ningún sello oficial del estado y, conforme a la ley, ningún acto oficial podría llevarse a cabo sin él. El sello territorial fue utilizado como sello del estado hasta que el gobernador Henry Sibley comenzó a utilizar un nuevo diseño. Cuando la legislatura no aprobó el diseño del gobernador Sibley, él hizo algunos cambios incluyendo el cambio del lema original del latín al francés (Étoile du Nord, que significa Estrella del Norte), por lo cual Minnesota se conoce como el Estado de la Estrella del Norte. En 1861 la legislatura aprobó el nuevo diseño, convitiéndolo en el sello oficial del estado. En 1983, la legislatura modificó el sello más aún y claramente especificó los detalles con la esperanza de que hubiése una interpretación única y no las grandes variaciones que habían ocurrido en algunas interpretaciones artísticas pasadas.

Hay un gran simbolismo en los elementos del sello: el sol, visible en el horizonte occidental, simboliza las llanuras que cubren gran parte de Minnesota. El indio a caballo está dirigiéndose hacia el sur y representa la herencia indígena de Minnesota. El caballo del indio, la lanza, el hacha de pionero, un fusil, y el arado representan las herramientas que se utilizaban para la caza y el trabajo. El tronco simboliza la importancia de la industria maderera en Minnesota. El río Misisipi y las cataratas de San Antonio representan la importancia de estos recursos en el transporte y la industria. La tierra cultivada y el arado simbolizan la importancia de la agricultura en Minnesota. Más allá de las cataratas, tres árboles de pino representan el árbol del estado y las tres grandes regiones de pino de Minnesota-St. Croix, Misisipi y el lago Superior.

Antiguo sello estatal de Minnesota, usado desde 1858 hasta 1971.
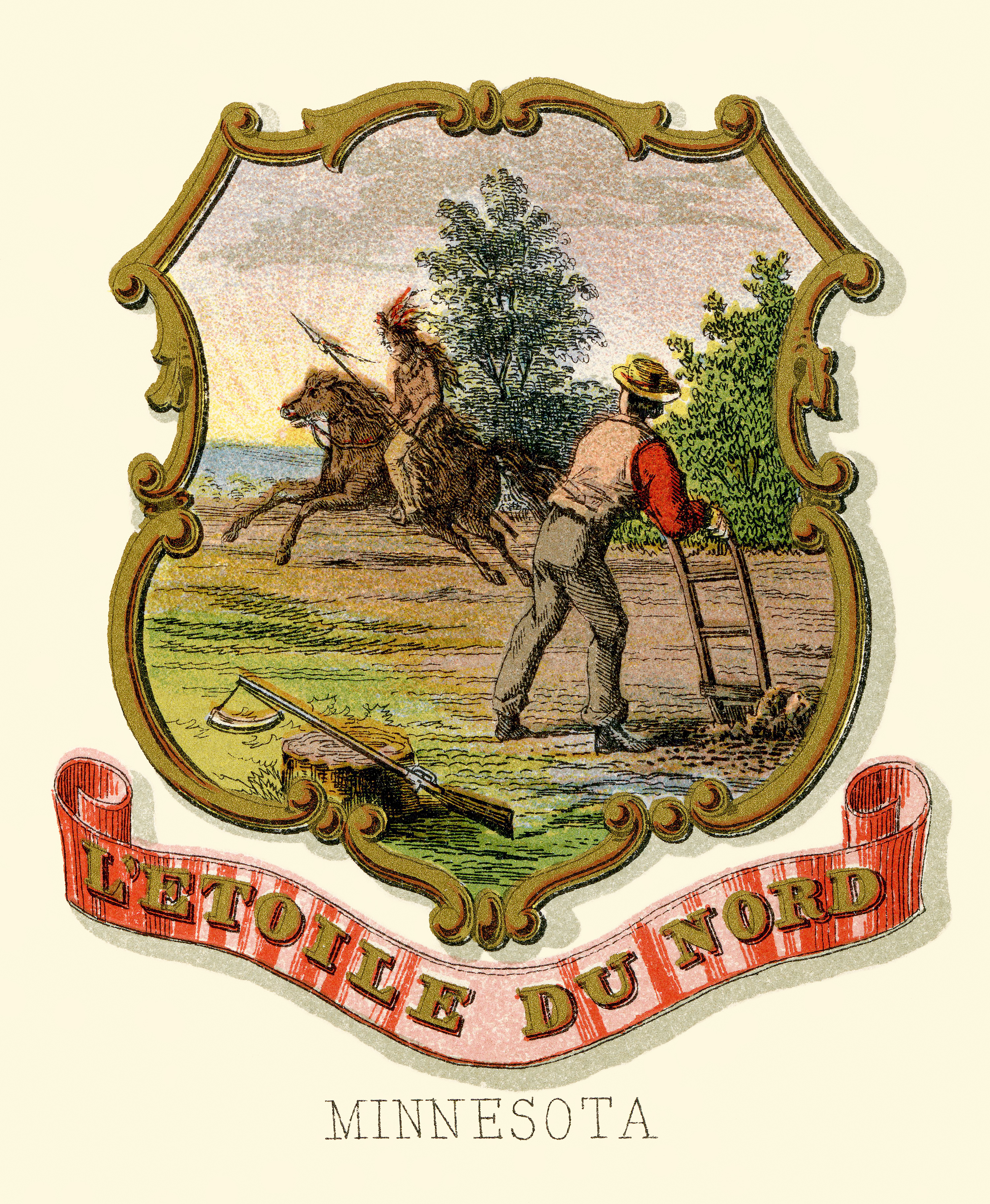
Escudo de armas del estado de Minnesota (1876)
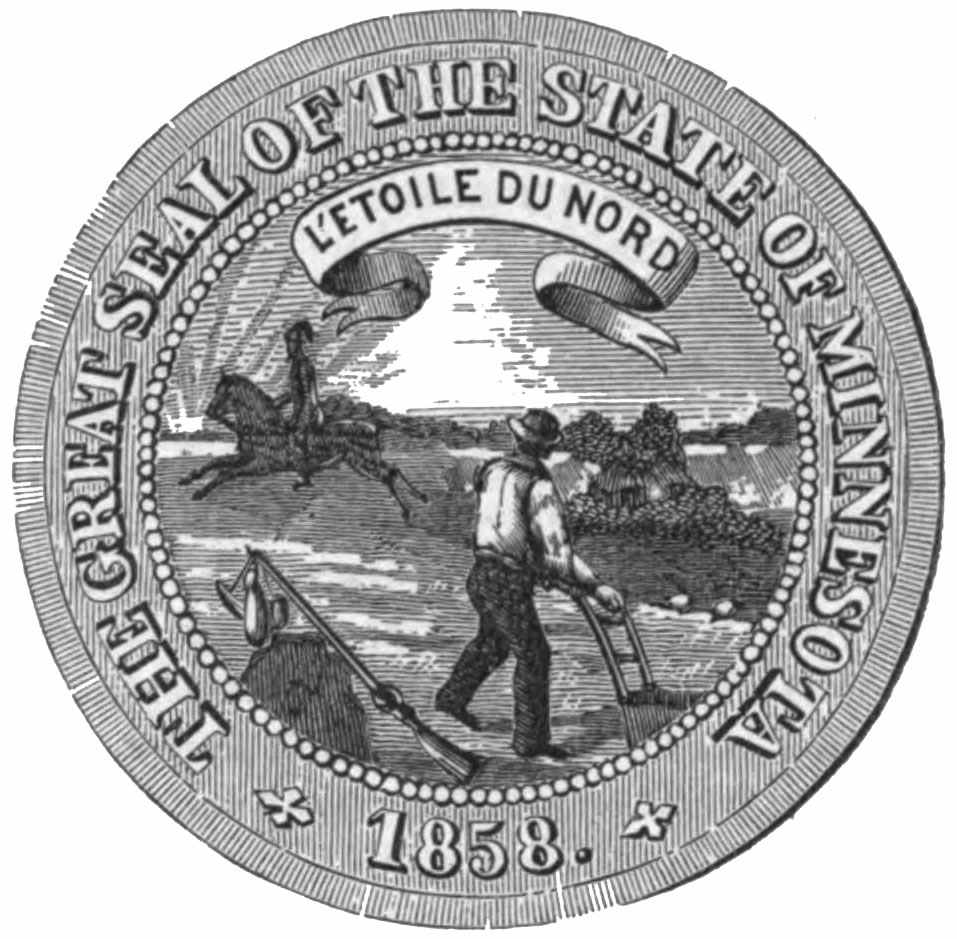
Sello Estatal de Minnesota (1861-1983)
Sello estatal de Minnesota, usado desde 1983 hasta 2024.

## Sellos del Gobierno de Minnesota

Sello del Departamento de Transporte de Minnesota
Sello de la Guardia Nacional de Minnesota